# Szwajcaria na Letnich Igrzyskach Olimpijskich 1900
Szwajcarię na II Letnich Igrzyskach Olimpijskich w roku 1900 w Paryżu reprezentowało 18 sportowców (17 mężczyzn i 1 kobieta) startujących w 4 dyscyplinach.

## Zdobyte medale
| Medal  | Zawodnik                                                                           | Dyscyplina  | Konkurencja                                    | Rezultat |
| ------ | ---------------------------------------------------------------------------------- | ----------- | ---------------------------------------------- | -------- |
| Złoto  | Karl Röderer                                                                       | Strzelectwo | Pistolet dowolny 50 m indywidualnie            | 503 pkt  |
| Złoto  | Konrad Stäheli Karl Röderer Louis Richardet Friedrich Lüthi Paul Probst            | Strzelectwo | Pistolet dowolnty 50 m drużynowo               | 2271 pkt |
| Złoto  | Emil Kellenberger                                                                  | Strzelectwo | Karabin wojskowy 3 postawy 300 m indywidualnie | 324 pkt  |
| Złoto  | Konrad Stäheli Louis Richardet Emil Kellenberger Franz Böckli Alfred Grütter       | Strzelectwo | Karabin wojskowy 3 pozycje 300 m drużynowo     | 4399 pkt |
| Złoto  | Konrad Stäheli                                                                     | Strzelectwo | Karabin wojskowy klęcząc 300 m indywidualnie   | 324 pkt  |
| Złoto  | Hermann Count de Pourtalès Hélène Countess de Pourtalès Bernard Count de Pourtalès | Żeglarstwo  | Klasa jchtów 1-2 tony wyścig 1                 | 2:15,32  |
| Srebro | Emil Kellenberger                                                                  | Strzelectwo | Karabin wojskowy klęcząc 300 m                 | 314 pkt  |
| Srebro | Hermann Count de Pourtalès Hélène Countess de Pourtalès Bernard Count de Pourtalès | Żeglarstwo  | Klasa jchtów 1-2 tony wyścig 2                 | 3:35,14  |
| Brąz   | Konrad Stäheli                                                                     | Strzelectwo | Pistolet dowolny 50 m indywidualnie            | 453 pkt  |

## Skład kadry

### Gimnastyka
- Jules Ducret - wielobój indywidualnie - 19. miejsce,
- Oscar Jeanfavre - wielobój indywidualnie - 23. miejsce,
- Charles Brodbeck - wielobój indywidualnie - 43. miejsce

### Szermierka
- Paul Robert - floret amatorzy indywidualnie - odpadł w eliminacjach,
- Jean Weill - floret amatorzy indywidualnie - odpadł w eliminacjach,
- Paul Robert - szpada amatorzy indywidualnie - odpadł w eliminacjach,
- François de Boffa - szabla amatorzy - odpadł w eliminacjach

### Strzelectwo
- Konrad Stäheli - pistolet dowolny 50 m (3. miejsce), karabin wojskowy 3 pozycje 300 m (9. miejsce), karabin wojskowy klęcząc 300 m (1. miejsce), karabin wojskowy leżąc 300 m (23. miejsce), karabin wojskowy stojąc 300 m (14. miejsce),
- Karl Röderer - pistolet dowolny 50 m (1. miejsce),
- Louis Richardet - pistolet dowolny 50 m (4. miejsce), karabin wojskowy 3 pozycje 300 m (16. miejsce), karabin wojskowy klęcząc 300 m (9. miejsce), karabin wojskowy leżąc 300 m (12. miejsce), karabin wojskowy stojąc 300 m (17. miejsce),
- Friedrich Lüthi - pistolet dowolny 50 m (7. miejsce),
- Paul Probst - pistolet dowolny 50 m (9. miejsce),
- Konrad Stäheli, Karl Röderer, Louis Richardet, Friedrich Lüthi, Paul Probst - pistolet dowolny 50 m drużynowo - 1. miejsce
- Emil Kellenberger - karabin wojskowy 3 pozycje 300 m (1. miejsce), karabin wojskowy klęcząc 300 m (2. miejsce), karabin wojskowy leżąc 300 m (5. miejsce), karabin wojskowy stojąc 300 m (6. miejsce),
- Franz Böckli - karabin wojskowy 3 pozycje 300 m (8. miejsce), karabin wojskowy klęcząc 300 m (7. miejsce), karabin wojskowy leżąc 300 m (21. miejsce), Karabin wojskowy stojąc 300 m (5. miejsce),
- Alfred Grütter - karabin wojskowy 3 pozycje 300 m (19. miejsce), karabin wojskowy klęcząc 300 m (25. miejsce), karabin wojskowy leżąc 300 m (23. miejsce), karabin wojskowy stojąc 300 m (7. miejsce),
- Konrad Stäheli, Louis Richardet, Emil Kellenberger, Franz Böckli, Alfred Grütter - karabin wojskowy 3 pozycje 300 m drużynowo (1. miejsce),
- César Bettex - trap (4. miejsce)

### Żeglarstwo
- Hermann Count de Pourtalès - klasa jachtów 1-2 tony - 1. miejsce (wyścig 1), 2. miejsce (wyścig 2),
- Hélène Countess de Pourtalès - klasa jachtów 1-2 tony - 1. miejsce (wyścig 1), 2. miejsce (wyścig 2),
- Bernard, Count de Pourtalès - klasa jachtów 1-2 tony - 1. miejsce (wyścig 1), 2. miejsce (wyścig 2)